# Zuidsingel (Leiden)

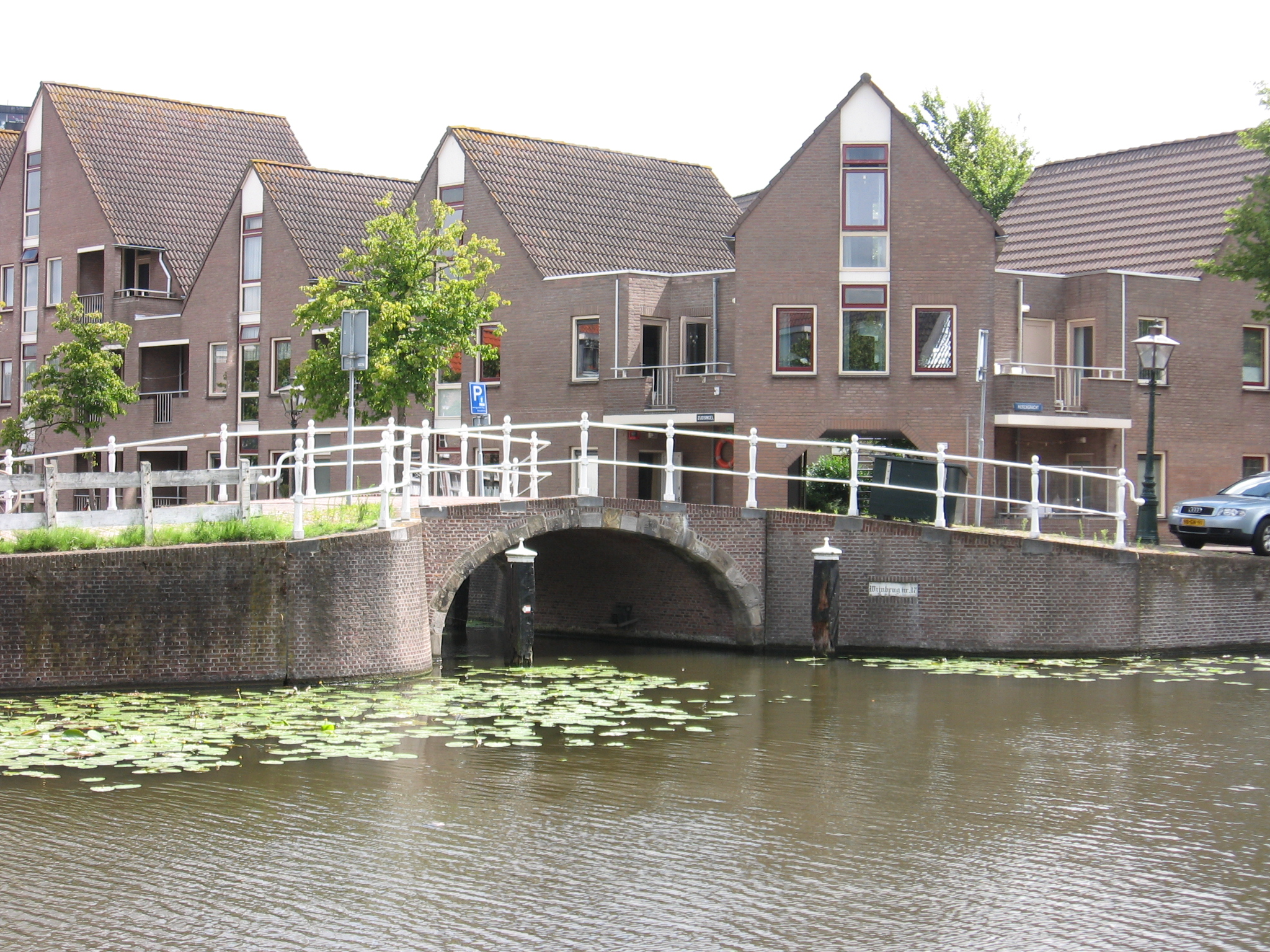
Wijnbrug

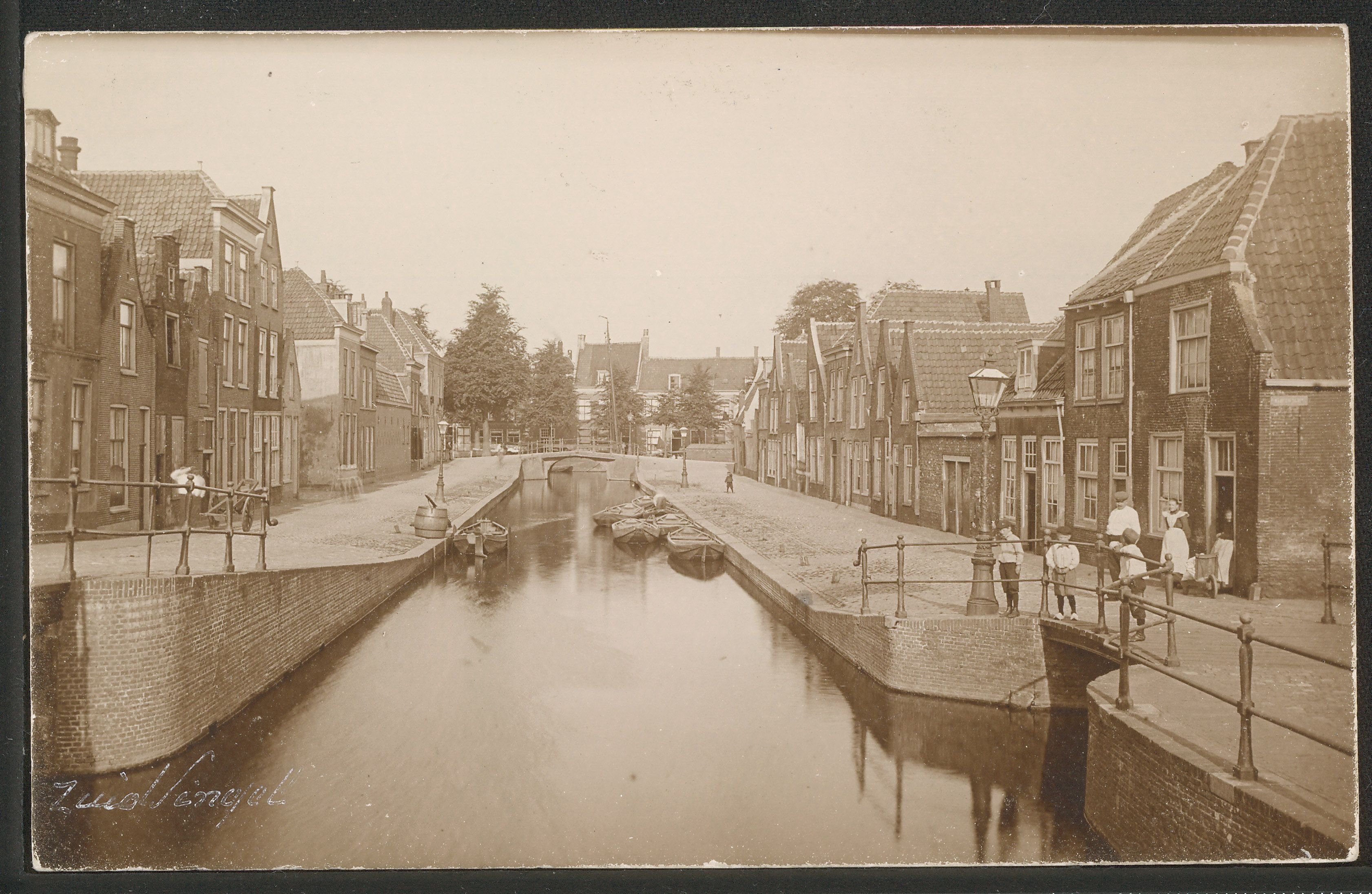
Zuidsingel gezien van de Zuidsingelbrug naar de Wijnbrug bij de Herengracht. Links de Meckelenburgerbrug over de Oranjegracht, rechts de Zuid-Kijfbrug over de Kijfgracht. Peurbootjes in de gracht.

De Zuidsingel is een gracht in de Zuid-Hollandse stad Leiden. De gracht loopt van west naar oost tussen de Herengracht en de 4e Binnenvestgracht/Binnenoostsingel.

## Grachten die bij de Zuidsingel samenkomen
Van west naar oost:
- Kijfgracht (noordzijde)
- Waardgracht (zuidzijde)
- Minnebroersgracht (noordzijde)
- Oranjegracht (zuidzijde)

## Bruggen over de Zuidsingel
Van west naar oost:
- Wijnbrug (vaste stenen brug)
- Zuidsingelbrug (vaste stenen brug)